# Koji Nishimura
Koji Nishimura (西村 弘司 Nishimura Kōji?, nacido el 7 de julio de 1984 en Ayama (actualmente Iga), Ayama, Mie) es un exfutbolista japonés. Jugaba de guardameta y su último club fue el Nagoya Grampus de Japón.

## Trayectoria

### Clubes
| Club           | País  | Año         |
| -------------- | ----- | ----------- |
| Kyoto Sanga FC | Japón | 2003 - 2007 |
| Nagoya Grampus | Japón | 2008 - 2016 |

## Estadística de carrera

### J. League
| Club               | Año   | J. League | J. League | Copa J. League | Copa J. League | Total | Total |
| Club               | Año   | Part.     | Goles     | Part.          | Goles          | Part. | Goles |
| ------------------ | ----- | --------- | --------- | -------------- | -------------- | ----- | ----- |
| Kyoto Purple Sanga | 2003  | 0         | 0         | 0              | 0              | 0     | 0     |
| Kyoto Purple Sanga | 2004  | 19        | 0         | -              | -              | 19    | 0     |
| Kyoto Purple Sanga | 2005  | 4         | 0         | -              | -              | 4     | 0     |
| Kyoto Purple Sanga | 2006  | 16        | 0         | 2              | 0              | 18    | 0     |
| Kyoto Sanga FC     | 2007  | 0         | 0         | -              | -              | 0     | 0     |
| Nagoya Grampus     | 2008  | 4         | 0         | 8              | 0              | 12    | 0     |
| Nagoya Grampus     | 2009  | 1         | 0         | 1              | 0              | 2     | 0     |
| Nagoya Grampus     | 2010  | 0         | 0         | 2              | 0              | 2     | 0     |
| Nagoya Grampus     | 2011  | 0         | 0         | 0              | 0              | 0     | 0     |
| Nagoya Grampus     | 2012  | 0         | 0         | 0              | 0              | 0     | 0     |
| Nagoya Grampus     | 2013  | 0         | 0         | 0              | 0              | 0     | 0     |
| Nagoya Grampus     | 2014  | 0         | 0         | 0              | 0              | 0     | 0     |
| Nagoya Grampus     | 2015  | 0         | 0         | 0              | 0              | 0     | 0     |
| Nagoya Grampus     | 2016  | 0         | 0         | 1              | 0              | 1     | 0     |
| Total              | Total | 44        | 0         | 14             | 0              | 58    | 0     |

## Palmarés

### Títulos nacionales
| Título    | Club               | País  | Año  |
| --------- | ------------------ | ----- | ---- |
| J2 League | Kyoto Purple Sanga | Japón | 2005 |
| J1 League | Nagoya Grampus     | Japón | 2010 |